# Église Saint-Blaise de Vichy
Pour les articles homonymes, voir Église Saint-Blaise.
L'église Saint-Blaise est une église située à Vichy, dans le quartier du Vieux Vichy. L'église a été construite à partir du XVIIe siècle puis, entre 1925 et 1931, lui a été adossée une beaucoup plus grande église de style Art déco, la plus ancienne devenant alors une chapelle de la nouvelle.

## Historique

### Origines
L'église a été construite à partir du XVIIe siècle. Elle se substitue à « un édifice datant de l'époque mérovingienne Sainte-Croix détruite au Xe siècle et reconstruite au XIIe siècle ».
La construction de la nouvelle église Saint-Blaise, sur la chapelle Saint-Michel du château de Vichy, est lancée en 1672 par l'abbé Claude Mareschal, curé de Saint-Christophe. Sa construction est achevée en 1714 par l'abbé Joseph Mareschal qui y est enterré à son décès le 15 juillet 1725. Sa dalle funéraire, présente dans le chœur, est classée Monument historique au titre objet le 30 août 1924.
L'église abrite une « Vierge noire » en noyer datant du XIVe siècle, vénérée pour ses miracles et promenée en procession tous les 15 août, fête patronale avec grand messe sur le parvis du Grand Casino.

### Depuis 1931
L'église Saint-Blaise, est agrandie de 1925 à 1931 grâce à l'action de son curé, l'abbé Jean-Baptiste Robert avec la construction d'un nouvel édifice de style Art déco. La nouvelle église est inaugurée le 5 juillet 1931 et bénie par l'évêque de Moulins, Mgr Gonon sous le nom de Notre-Dame-des-Malades. Œuvre des architectes Chanet et Liogier, les travaux, durant cinq années, ont été réalisés par l'entreprise locale Labbaye et Teisseire. Elle prolonge l'ancienne chapelle du château du duc Louis II de Bourbon.
Les décorations intérieures et vitraux (achevés en 1933) sont dus aux frères Mauméjean. La coupole extérieure est surmontée d'une Vierge, à 42 mètres du sol. Le 25 août 1956 le clocher de l'église est achevé. Il s'élève à 67 mètres avec sa croix. Il a nécessité 400 m3 de béton et 80 tonnes d'acier. Il n'est inauguré que le 18 mai 1959.
L'édifice est inscrit aux monuments historiques le 13 août 1991.

## Curés
Le premier curé fut l'initiateur des travaux, Claude Mareschal, curé de Saint-Christophe, qui a lancé en 1672 l'agrandissement de Saint-Blaise, de 1652 à 1678. Son neveu, Joseph Mareschal, prend le relais jusqu'en 1725.
- 1725-1752 : Pierre Delarbre
- 1752-1775 : Jean Guérin
- 1775-1793 : Nicolas Giraud (prêtre réfractaire, il meurt déporté en 1794 ayant refusé la constitution civile du clergé proclamé par la Convention)

Après la destruction de l'église Saint-Christophe en 1794, Saint-Blaise devient église paroissiale.
- 1801-1803 : Jean-Marie Portier
- 1803-1823 : Gabriel Guyot
- 1823-1824 : Jean-Baptiste Beauce
- 1824-1868 : Louis Dupeyrat (1794-1868)
- 1869-1871 : Théodore Vichy
- 1871-1911 : Paul Crouzier (1839-1917)
- 1911-1933 : Jean-Baptiste Robert (1860-1939)
- 1933-1965 : Henry Piotte
- 1965-1995 : Louis Aucouturier (1926-2001)
- 1995-2000 : Frères de Saint-Jean (maintenant à Saint-Germain-des-Fossés)
- 2000-2007 : Michel Pierron (nommé ensuite curé de la cathédrale de Moulins)
- Depuis août 2007-2015 : Jean-Paul Chantelot (également curé de l'église Saint-Louis de Vichy) (+juin 2024)
- 2015-2023 : François Guillaumin (curé de l'ensemble des paroisses de Vichy - Paroisse Notre-Dame-des-Sources)
- Depuis 2023 : Antoine Lam Tran (Paroisse Notre-Dame-des-Sources)

## Galerie d'images

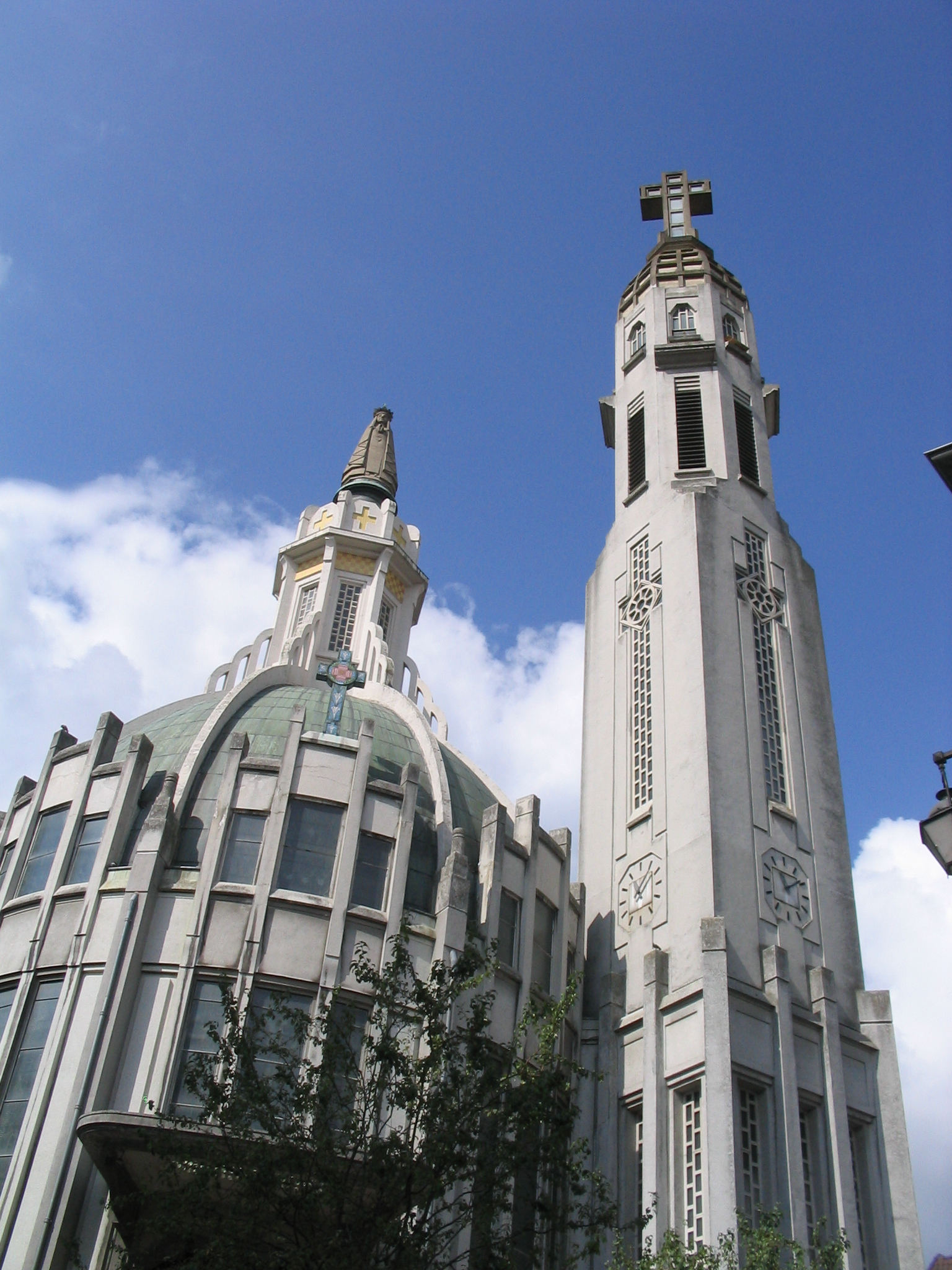
Clocher de l'église.
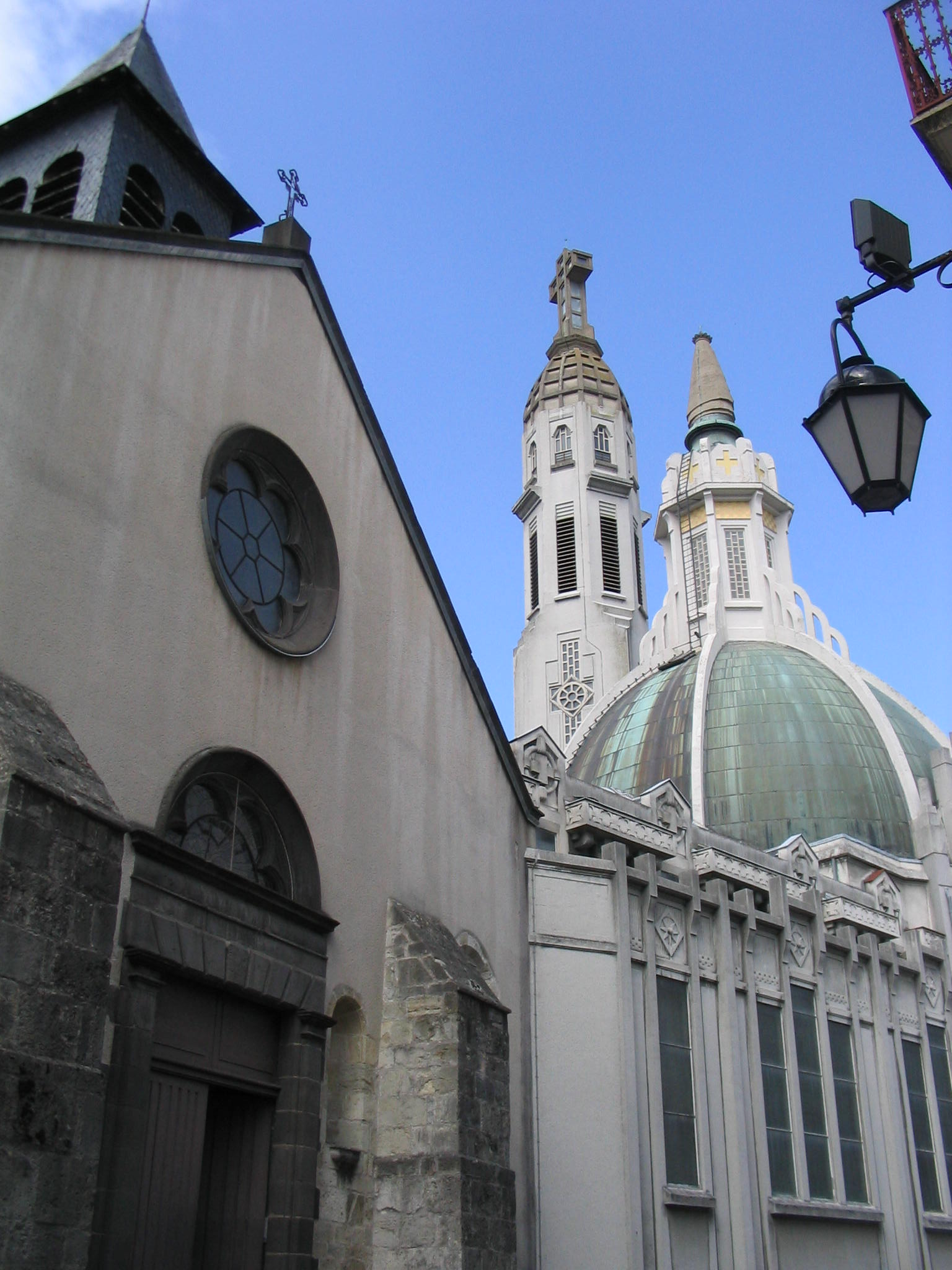
L'église Saint-Blaise au premier plan et l'église Notre-Dame-des-Malades en arrière-plan.
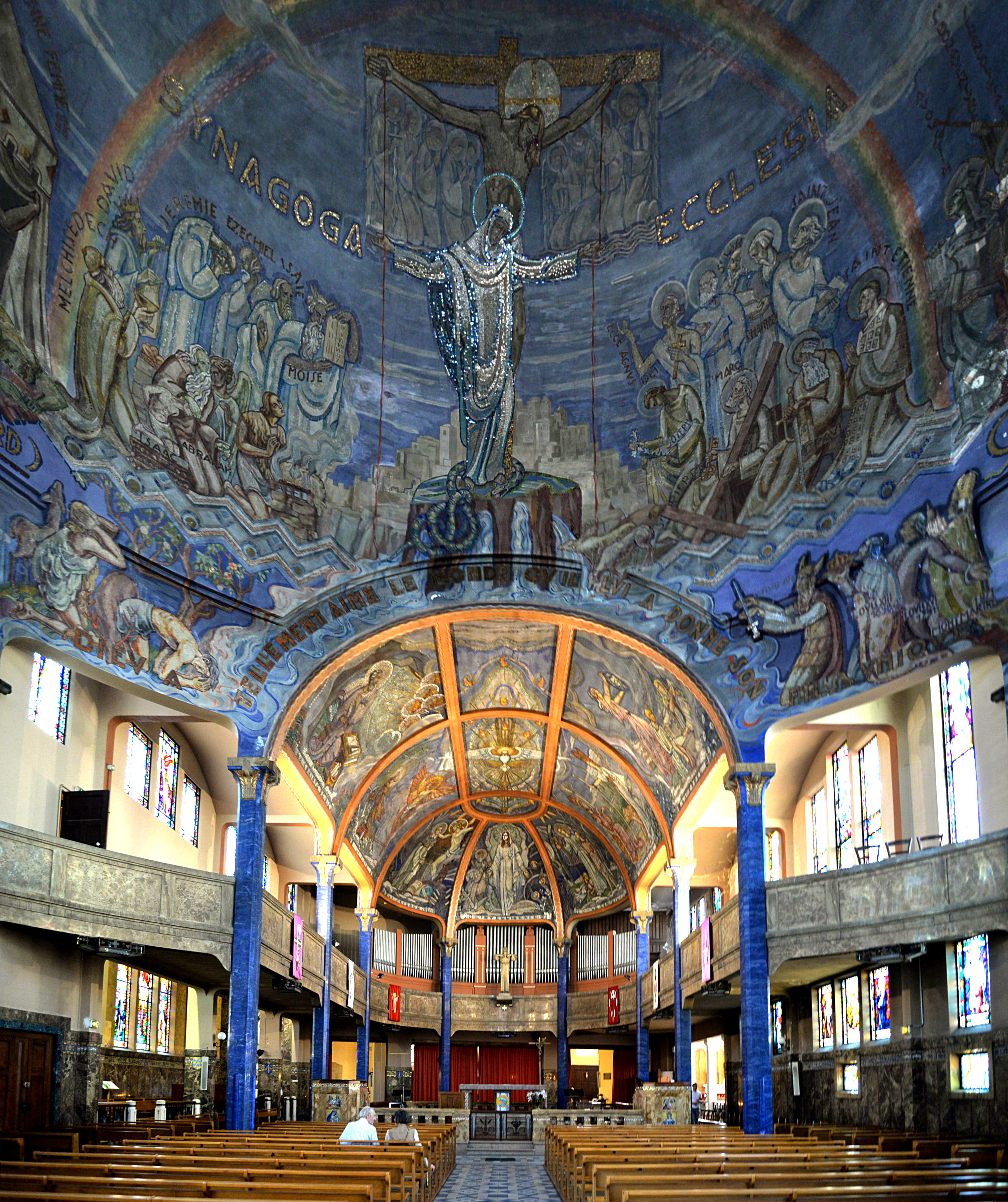
La nef de l'église.
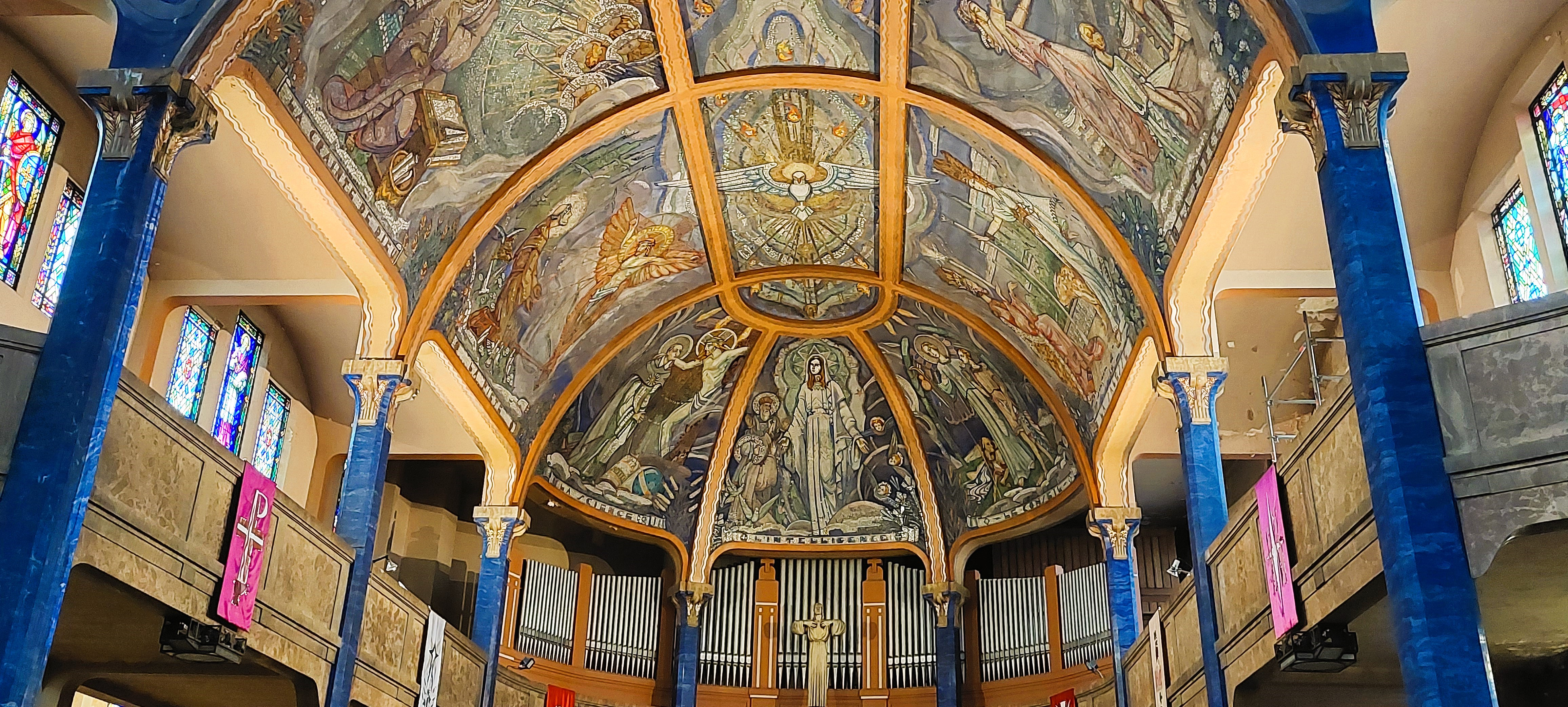
La nef de l'église de 1931
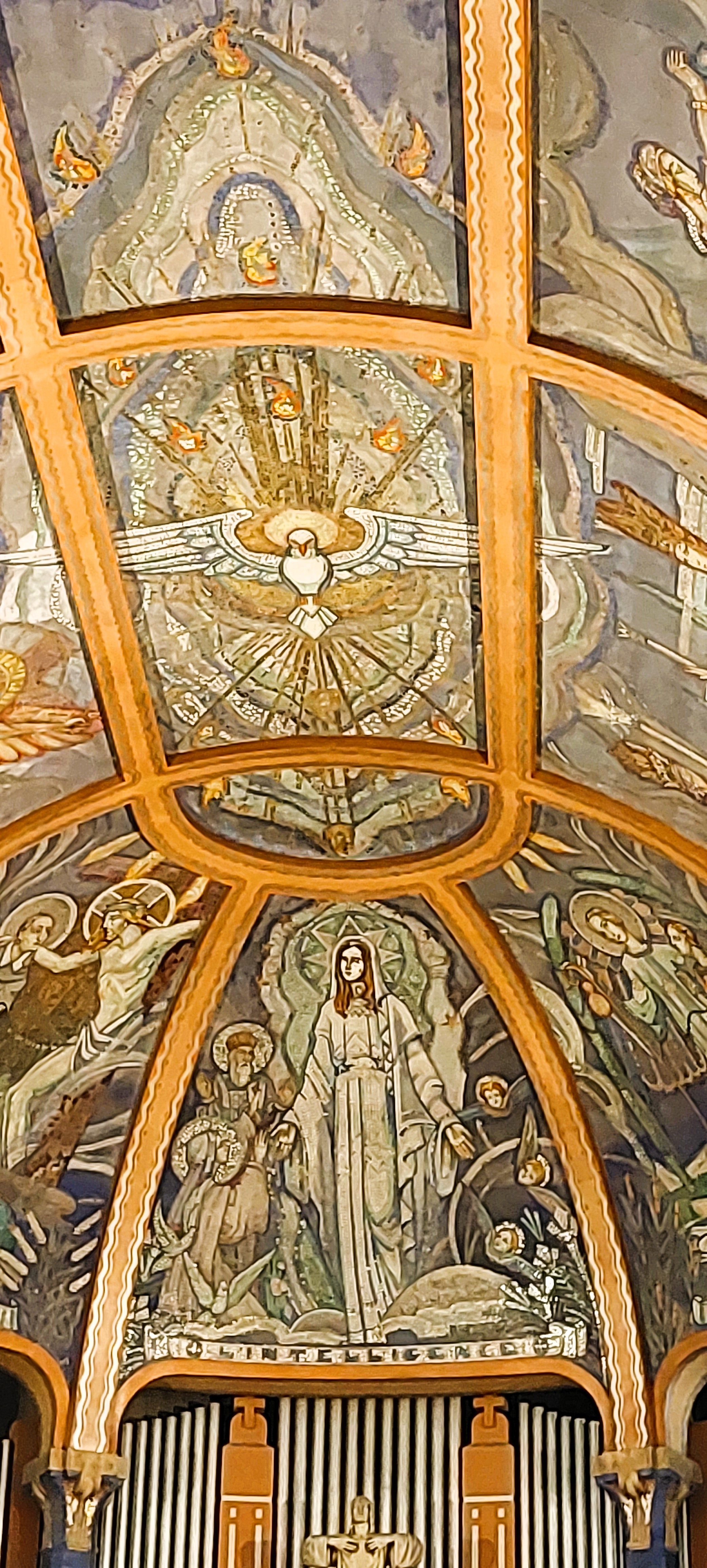
La voute
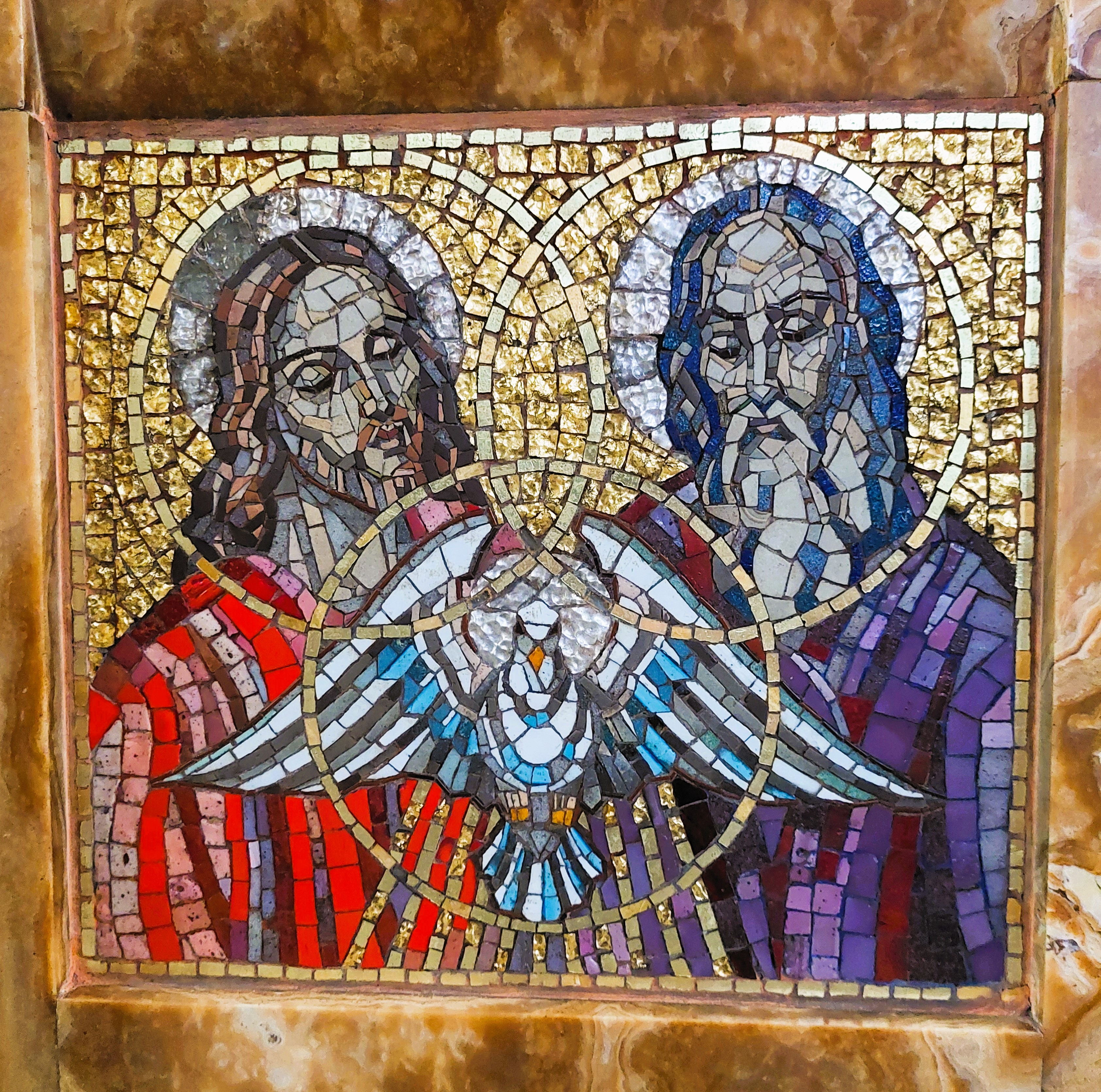
Mosaïque de la Sainte Trinité
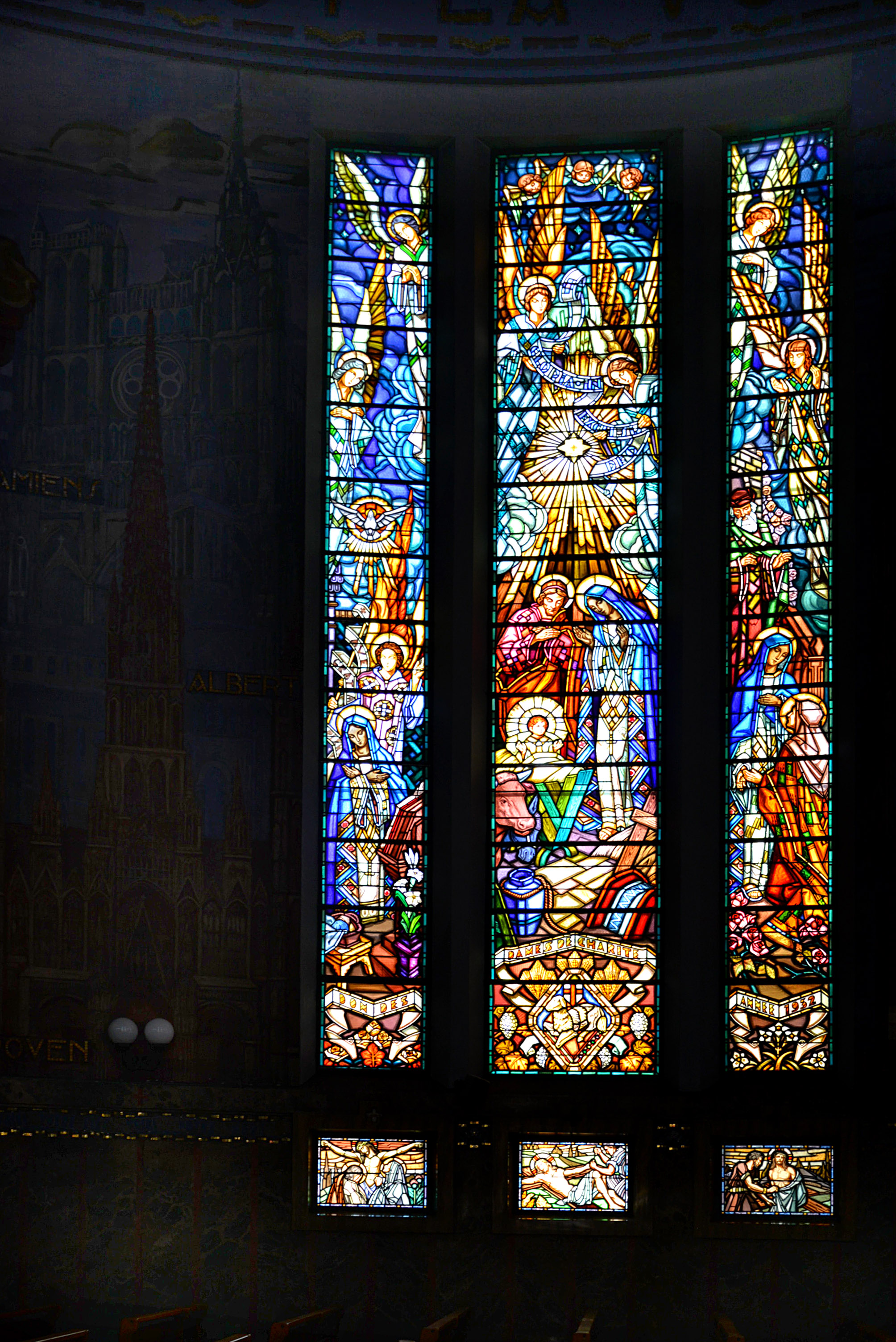
Un vitrail.
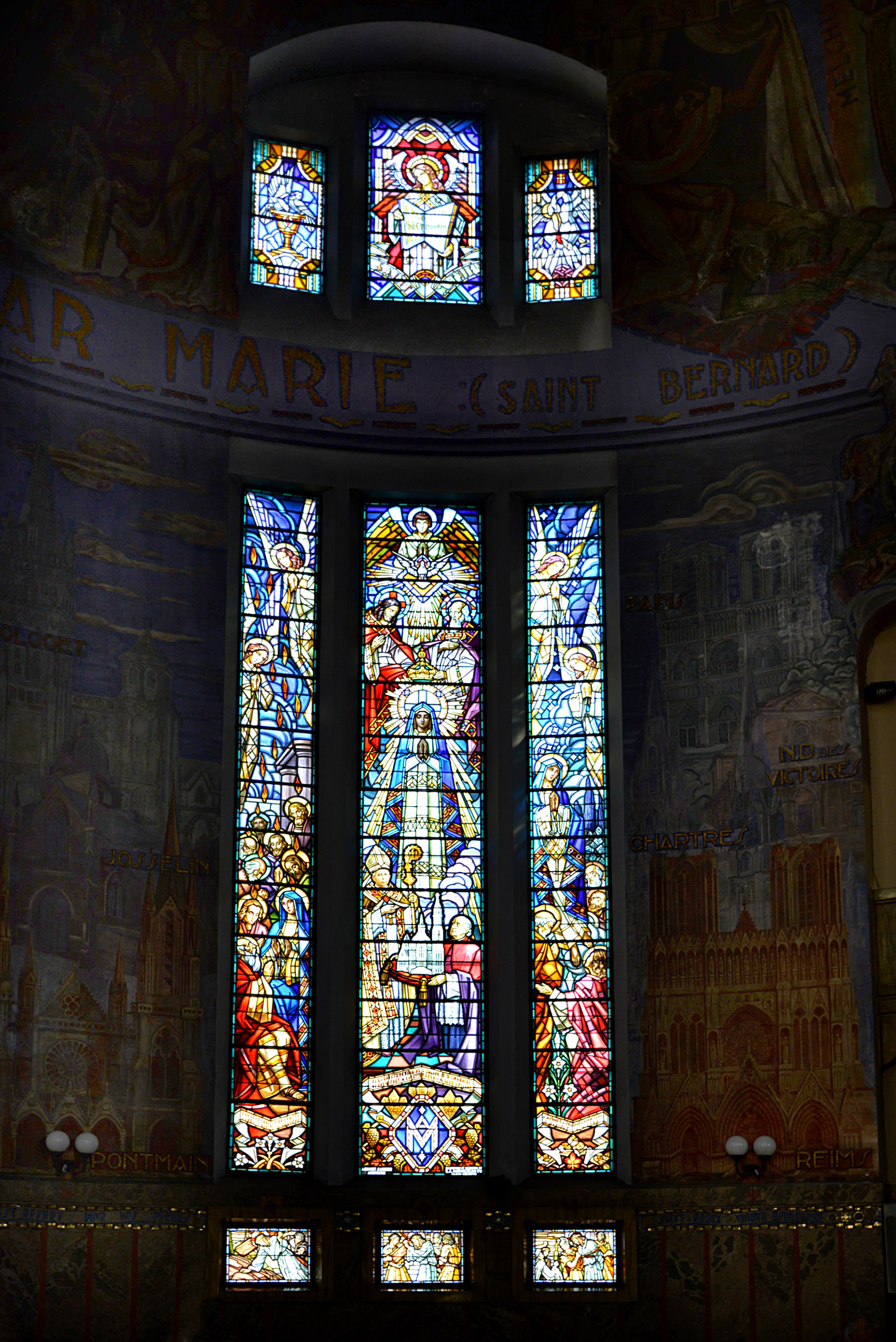
Un vitrail.
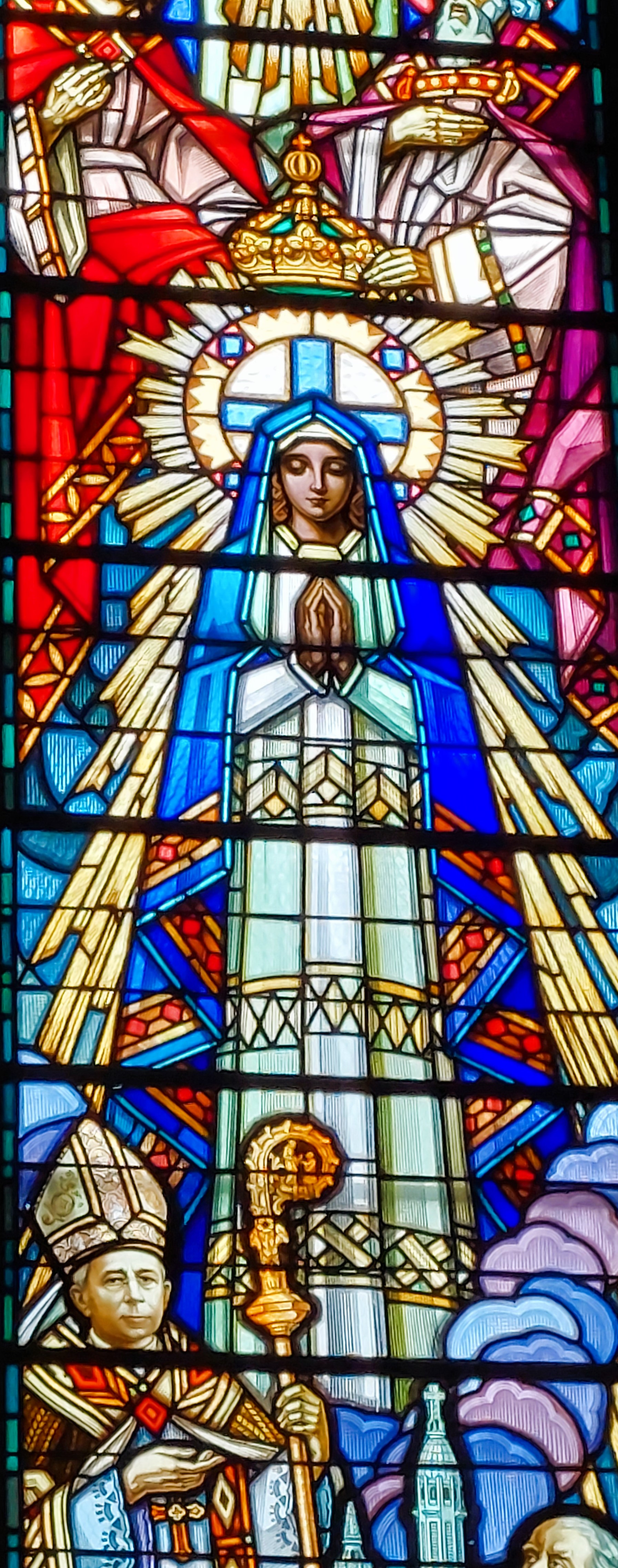
Vitrail - Sainte Vierge
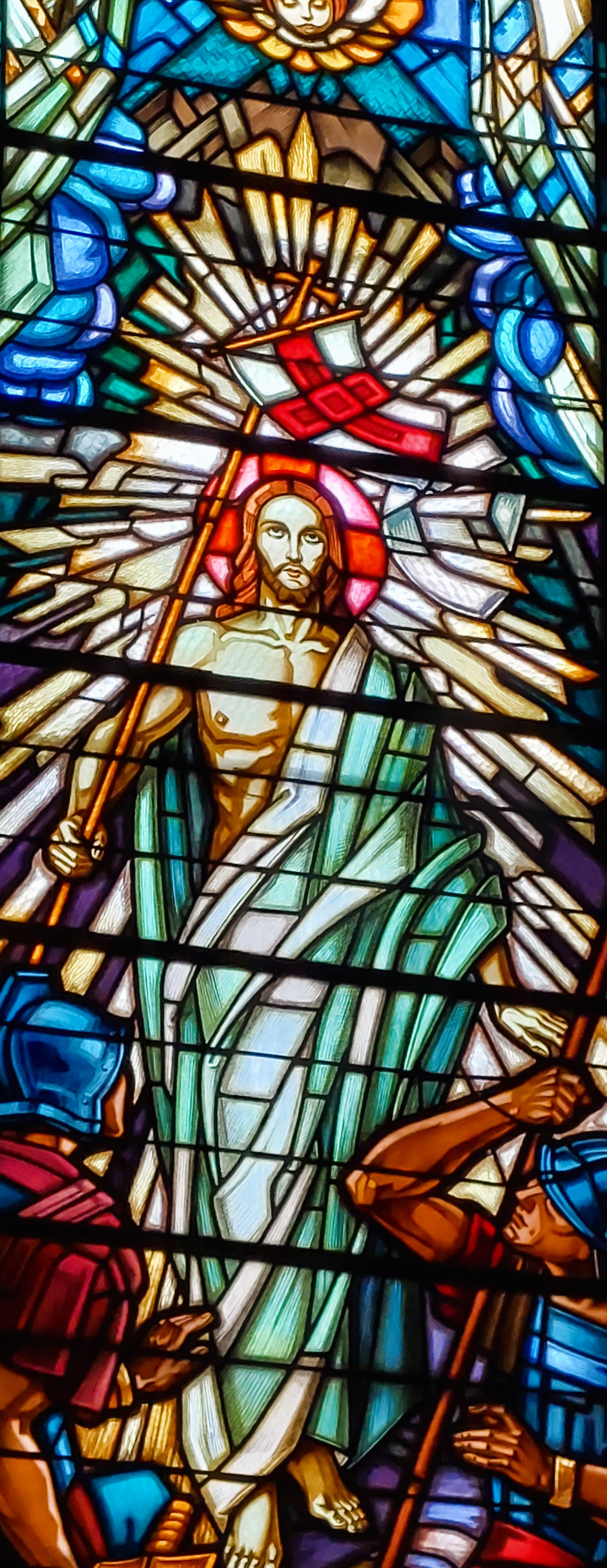
Vitrail - Jésus Christ
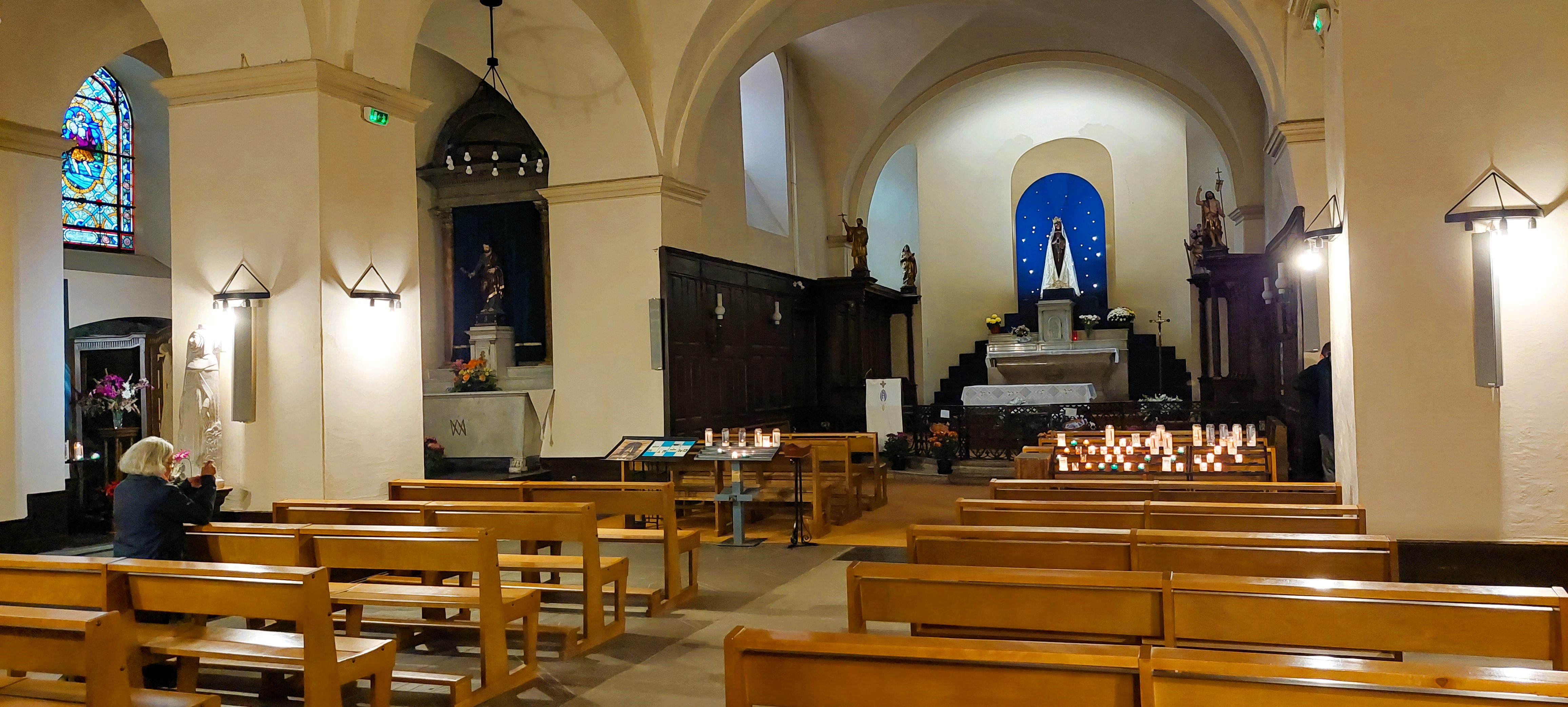
Chapelle latérale - Ancienne église du XVIIème
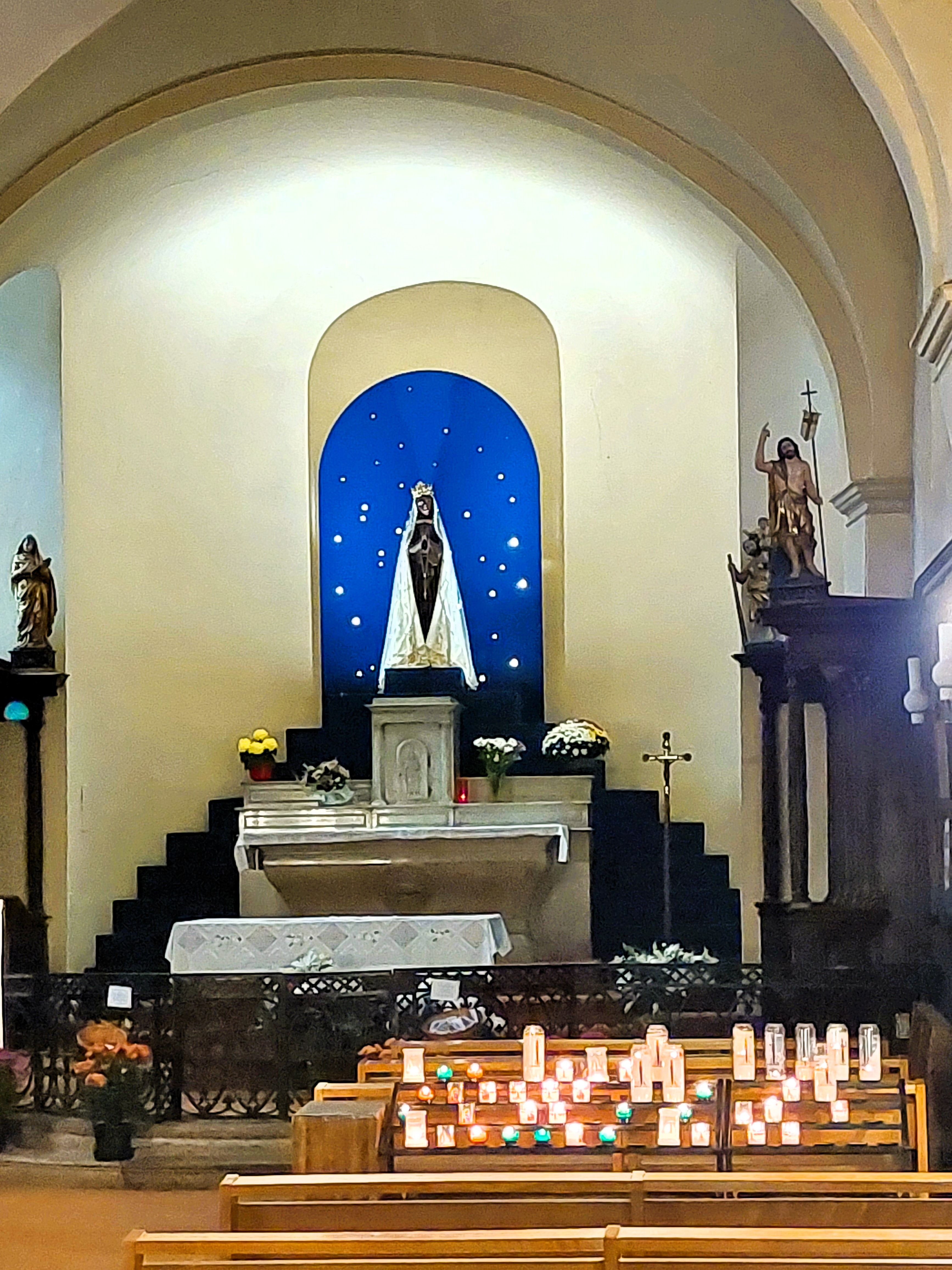
Vierge Noire - Chapelle latérale du XVIIème

### Sources et liens externes
: document utilisé comme source pour la rédaction de cet article.
- Alain Carteret, « Histoire de Vichy »
- Alain Carteret, « Patrimoine de Vichy »
- Alain Carteret, « Ils ont fait Vichy »
- « Vichy, église Notre-Dame-des-Malades », sur culture.allier.fr, Conseil départemental de l'Allier (consulté le 2 février 2016)

- Ressources relatives à la religion :   - Clochers de France
  - GCatholic.org
  - Observatoire du patrimoine religieux
- Ressources relatives à l'architecture :   - Mérimée
  - PSS